# Örgaveln
Örgaveln är en sjö i Askersunds kommun i Närke och ingår i Motala ströms huvudavrinningsområde. Sjön har en area på 1,03 kvadratkilometer och ligger 121,3 meter över havet.

## Delavrinningsområde
Örgaveln ingår i det delavrinningsområde (653230-146311) som SMHI kallar för Utloppet av Örgaveln. Medelhöjden är 131 meter över havet och ytan är 9,89 kvadratkilometer. Det finns ett avrinningsområde uppströms, och räknas det in blir den ackumulerade arean 19,78 kvadratkilometer. Vattendraget som avvattnar avrinningsområdet har biflödesordning 4, vilket innebär att vattnet flödar genom totalt 4 vattendrag innan det når havet efter 95 kilometer. Avrinningsområdet består mestadels av skog (68 procent). Avrinningsområdet har 1,33 kvadratkilometer vattenytor vilket ger det en sjöprocent på 13,5 procent.